# Васильєва Аліна Вікторівна
Аліна Вікторівна Васильєва (нар. 11 грудня 1985, Малорита, Берестейська область, Білоруська РСР) — білоруська футболістка, захисниця. Виступала за збірну Білорусі. Багаторазова чемпіонка Білорусі.

## Життєпис
Вихованка футбольних секцій в Малориті і Бересті, перший тренер — Олександр Сергійович Лядінський. У 2004 році виступала за Вітебське училище олімпійського резерву. На дорослому рівні розпочала виступати в берестейських клубах «Перлина» та «Вікторія-86» у вищій лізі Білорусі. У 2011 році перейшла в «Мінськ», в якому виступала наступні чотири сезони, ставала чемпіонкою країни (2013, 2014) та срібним призером (2012), володаркою (2013, 2014) і фіналісткою (2012) Кубку Білорусі, володаркою національного Суперкубку (2014). У складі «Мінська» брала участь в матчах єврокубків. Після відходу зі столичної команди, в 2015-2016 роках грала за клуб «Надія-Дніпро» (Могильов), стала дворазовим бронзовим призером чемпіонату Білорусі.
У 2017 році перейшла в російський клуб «Дончанка» (Азов), але провела в його складі лише один матч у вищому дивізіоні Росії — 24 квітня 2017 року в грі проти ЦСКА вийшла на заміну на 30-ій хвилині замість Ульяни Ніколаєвої.
Після повернення до Білорусі провела ще один сезон у складі «Мінська», з яким стала чемпіонкою, володаркою Кубку і Суперкубку Білорусі 2018 року. Потім грала за клуби «Бобруйчанка» (Бобруйськ) і «Зорка-БДУ» (Мінськ). Всього у вищій лізі Білорусі зіграла понад 200 матчів.
З 2004 року виступала за національну збірну Білорусі. У відбіркових турнірах чемпіонатів світу та Європи провела не менше 10 матчів, стала автором єдиного голу — 25 жовтня 2009 року в ворота Македонії. Останні офіційні матчі за збірну зіграла в 2014 році, проте викликалася до складу команди й пізніше.